# Kanton Plouguenast
Plouguenast is een voormalig kanton van het Franse departement Côtes-d'Armor.
Het kanton maakte deel uit van het arrondissement Loudéac tot dat op 10 september 1926 werd opgeheven en het werd ingedeeld bij het arrondissement Saint-Brieuc.
Het kanton werd opgeheven bij decreet van 13 februari 2014 met uitwerking op 22 maart 2015.

## Gemeenten
Het kanton Plouguenast omvatte de volgende gemeenten:
- Gausson
- Langast
- Plémy
- Plessala
- Plouguenast (hoofdplaats)